# Кудратходжаев, Шерзод Таджиддинович
Шерзо́дхон Таджидди́н угли Кудратходжа́ (узб. Sherzod Tojiddinovich Qudratxo‘ja, родился 26 мая 1974 года, Ташкент) — узбекский журналист, телеведущий, политолог, доктор политических наук, доцент, ректор Университета журналистики и массовых коммуникаций, председатель ННО «Международный пресс-клуб».

## Биография
Начал трудовую деятельность в 1994 году в дирекции информационных программ «Ахборот» Государственной телерадиовещательной компании Узбекистана. Работал переводчиком, редактором и политическим обозревателем.
В 1998 году стал директором телеканала УзТВ-4.
C 1999 года руководил пресс-службой ЦИК Узбекистана.
С 2000 по 2005 год являлся главным консультантом Аппарата Президента Республики Узбекистан.
В 2005—2008 гг. был пресс-секретарем Шавката Мирзиёева (занимавшего тогда пост Премьер-министра Узбекистана).
С 2008 года возглавлял кафедры интернет-журналистики, теории и практики печати факультета журналистики Национального университета Узбекистана. Также преподавал в Сингапурском институте развития менеджмента в Ташкенте.
В 2016 году участвовал как спикер и модератор в мероприятиях пресс-клуба «Выборы-2016», организованного для освещения президентских выборов.
В апреле 2017 года избран председателем негосударственной некоммерческой организации «Международный пресс-клуб».
С 2017 года член Парламентской комиссии по поддержке институтов гражданского общества.
В 2017 мае избран Вице-президентом Международной ассоциации кураш
С 2018 года член Консультативного совета по развитию гражданского общества при Президенте Республики Узбекистан.
В конце мая 2018 года был назначен ректором Университета журналистики и массовых коммуникаций, основанного несколькими днями ранее.
В мае 2019 года Лауреат "Гран-При" главной национальной премии в области журналистики "Олтин калам" («Золотое перо») 
27 июня 2019 года был награжден орденом «Мехнат шухрати».
В июне член правления Творческого союза журналистов.
В августе 2019 года избран членом ЦИК РУз.
С 1.02.2022 года - председатель правления Национальной медиа ассоциации Узбекистана (прежнее название - НАЭСМИ)
С 22.06.2022 года - Председатель Общественного совета Министерства дошкольного образования
В 2024 году вышло интервью, где назвал людей (процитировал К. Маркса) не знающих язык страны проживания, и требующих обращаться с ними на другом (иностранном) языке оккупантами или идиотами.
В своем высказывании он подразумевал жителей РСФСР, БССР и УССР, которые приехали в 1966 году в Узбекскую ССР для помощи в восстановлении инфраструктуры Ташкента после мощного землетрясения. По словам Кудратходжаева, тогда в республику хлынуло большое число заключенных из русскоязычных республик, а затем они остались в УзССР, но не стали учить национальный язык. Он отметил, что после землетрясения в связи с наплывом переселенцев население Ташкента увеличилось в два раза. Приехавшие самостоятельно отстроили себе жилье, отметил он.

## Критика
Оказался в центре скандала в сентябре 2018 года, после того, как в сети появилось скандальное видео.
В феврале 2024 года вышло интервью где процитировал Карла Маркса: "люди не знающие язык страны проживания, и требующие обращаться с ними на другом (иностранном) языке являются оккупантами или идиотами", тем самым снова попав в скандал.